# Obergasse (Idstein)
Die Obergasse ist eine der historisch bedeutsamsten Straßen in Idstein im Taunus. Sie beginnt im Norden am König-Adolf-Platz und verläuft in südlicher Richtung, wo sie nach etwa 270 Metern endet und durch die Seelbacher Straße fortgesetzt wird.

## Geschichte

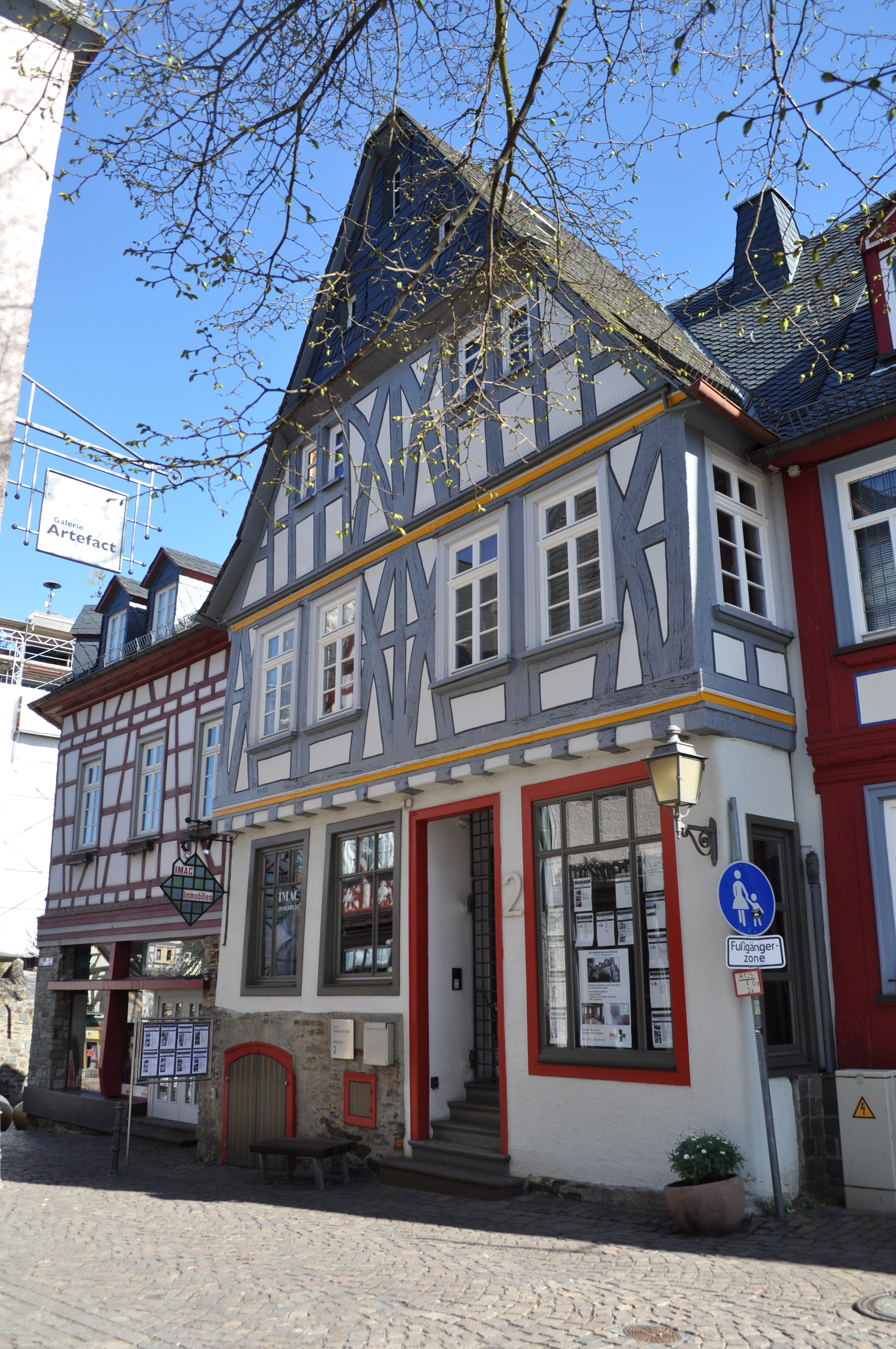
Das älteste Wohnhaus Idsteins wurde um 1410 erbaut.

Das um 1410 errichtete Gebäude Obergasse 2 ist das älteste Wohnhaus Idsteins und sogar älter als das 1497 erbaute Torbogengebäude, das den König-Adolf-Platz mit der Burg Idstein verbindet.
In der Blütezeit der Stadt um 1600 entstanden viele aufwendige Neubauten an der Obergasse, am König-Adolf-Platz und an der Himmelsgasse; so zum Beispiel 1595 das Haus Obergasse 1, 1596 das Haus Nummer 14, 1598 das Gasthaus „Zum Schwan“ unter Nummer 5 sowie 1599 der „Kalmenhof“ unter Nummer 31. Ebenfalls aus dem 16. Jahrhundert stammt das Gebäude unter Nummer 24. Es folgten zu Beginn des 17. Jahrhunderts die heutigen Nummern 13 (1604), 15 (ebenfalls 1604) und 18 (1605) sowie 1612 das Gebäude Nummer 16, die Druckerei Grandpierre, und in den 1620er Jahren das Haus Höerhof unter Nummer 26.
Unmittelbar neben diesem Gebäude wurde 1685 die Stadtmauer abgetragen, um Platz für die erste planmäßige Stadterweiterung auf der sogenannten „Weiherwiese“ zu schaffen. Etwa zur selben Zeit wurde (1689) unter den heutigen Nummern 21 bis 29 das Gymnasium Obergasse errichtet, das bis 1817 bestand.
Ein weiteres markantes Gebäude an dieser Straße ist das um 1750 errichtete „Deutsche Haus“ unter Nummer 4.